# Szilárd oxigén
Az oxigén normál légköri nyomáson –218,79 °C-on fagy meg. Hatfajta oxigén kristályt fedeztek fel változatos sűrűségben és színekben. A fémes oxigén (γ kristály) alacsony hőmérsékleten szupravezető. A szilárd oxigén kristályai spin-kontrolláltak. Az oxigén az egyetlen kétatomos molekula aminek van mágneses momentuma. A szilárd oxigént 1920 óta kutatják. A szilárd oxigén sűrűsége attól függően, hogy melyik fajta kristályáról van szó 21 cm³/mol és 23 cm³/mol között van. A szilárd oxigén alacsony hőmérsékleten és nagy nyomáson fémes és szupravezető.

## Fázisai
A szilárd oxigénnek hat különböző fázisa ismert:
1. α fázis: világoskék, 1 atmoszférás nyomáson 23,8 K alatt létezik.
2. β fázis: halványkék és rózsaszínű, 1 atmoszférás nyomáson 43,8 K alatt létezik, kristályszerkezete romboéderes, szobahőmérsékleten és nagy nyomáson tetraoxigénné O4 alakul át.
3. γ fázis: halványkék színű, 1 atmoszférás nyomáson 54,36 K alatt létezik, kristályszerkezete köbös.
4. δ-fázis: narancssárga, szobahőmérsékleten 9 GPa nyomás felett létezik.
5. ε-fázis: nyomástól függően sötétvörös vagy fekete, 10 GPa nyomás felett létezik.
6. ζ fázis: fémes, 96 GPa nyomás felett létezik.

A β-fázis szobahőmérsékleten, nagy nyomáson megszilárdul. 9 GPa nyomás felett δ fázisú lesz, majd 10 GPa nyomás felett ε fázisú lesz, majd 96 GPa nyomás felett ζ fázisú lesz. Ezzel párhuzamosan a fázisátváltozásokkal a kristályszerkezetének változásai miatt a szilárd oxigén előbb rózsaszínű, majd narancssárga, vörös és végül fekete színű lesz. A szilárd oxigén minél nagyobb nyomásnak van kitéve, annál sötétebb. 96 GPa nyomás felett fémes fázisú lesz.

## Vörös oxigén
Szobahőmérsékleten 10 GPa nyomáson az oxigén drámai fázisátváltozáson megy keresztül, térfogata jelentősen lecsökken, és a színe kékről sötétvörösre változik. Ez az ε-fázis; 1979-ben fedezték fel, a szerkezete nem teljesen ismert. Az infravörös abszorpciós spektruma alapján a kutatók azt feltételezték, hogy O4 molekulákból áll. de 2006-ban röntgen-krisztallográfiás vizsgálata kimutatta, hogy a vörös oxigén O8 molekulákból áll. Klaszterei rombusz alakúak.
|                |                                            |
| Az O8 modellje | Az ε-oxigén kristályszerkezetének részlete |

Ebben a fázisában az oxigén sötétvörös színű, nagyon erős infravörös adszorpciója van és mágneses. Nagy nyomáson stabil. Vizsgálták elméletileg, röntgen-diffrakcióval és spektroszkópiával. Kristályai monoklinok. C2/m szimmetriájú. Az infravörös abszorpciós tulajdonságai azzal magyarázhatók, hogy ebben a fázisában az oxigén nyolcatomos molekulákat alkot.
- A folyékony oxigént rakéták üzemanyagaként használják, a kutatók szerint a vörös oxigént is lehetne rakéta üzemanyagként használni: jobb oxidálószer, mint a folyékony oxigén és nagy az energiasűrűsége.[13]

- A vörös oxigén 600 Kelvin hőmérsékleten 17 GPa nyomás felett létezik.
- 11 GPa nyomáson a vörös oxigénben az oxigénatomok közti kötés hossza 234 pm, a molekulái közti távolság 266 pm, összehasonlításképpen az O2 molekulában az oxigénatomok közti kötés hossza 120 pm.
- Hogy hogyan keletkezik az O8 molekula, nem ismert, de a kutatók szerint jelentős szerepet játszhat az oxigénmolekulák mágneses momentuma.[6]
- A vörös oxigén tulajdonságai nagy mértékben a szerkezetétől függhetnek.[6]

## Fémes oxigén
A fémes oxigén a ζ fázis 96 GPa nyomás felett létezik. Az ε fázis nyomás általi összesűrűsödésével keletkezik. 1990-ben fedezték fel 136 GPa nyomáson. Alacsony hőmérsékleten szupravezető.

## Fordítás
Ez a szócikk részben vagy egészben  a   Solid oxygen című angol Wikipédia-szócikk ezen változatának fordításán alapul.  Az eredeti cikk szerkesztőit annak laptörténete sorolja fel. Ez a jelzés csupán a megfogalmazás eredetét és a szerzői jogokat jelzi, nem szolgál a cikkben szereplő információk forrásmegjelöléseként.